# Bothriochloa
Bothriochloa es un género de plantas herbáceas de la familia de las poáceas o gramíneas. Es originario de África, Madagascar, Indonesia, Polinesia, y Nueva Caledonia. Del Este de Asia y en América del Norte.

## Descripción
Son plantas perennes cespitosas, rizomatosas o estoloníferas; tallos fistulosos; plantas hermafroditas o polígamas. Lígula una membrana; láminas lineares, aplanadas. Inflorescencia de pocos a varios racimos subdigitados a paniculados, racimos con espiguillas hacia la base, raquis articulado, las espiguillas pareadas, las 2 espiguillas y 1 entrenudo del raquis caedizos como una unidad, entrenudos del raquis y pedicelos lineares, con un surco central angosto, hialino, translúcido, en general densamente sedoso-ciliados; espiguillas dimorfas, comprimidas dorsalmente, sésiles y pediceladas, con 2 flósculos; espiguillas sésiles bisexuales, lanceoladas a elíptico-lanceoladas, aristadas, callo obtuso, piloso, glumas iguales, cartilaginosas, ocultando a los flósculos, gluma inferior aplanada o ligeramente cóncava en el dorso, a veces con una fóvea circular, multinervia, 2-carinada, los márgenes abrazando a la gluma superior, gluma superior 3-nervia, carinada, flósculo inferior estéril, lema inferior delgada, hialina, enervia, pálea inferior ausente, flósculo superior bisexual, lema superior reducida hacia la base de la arista, entera, la arista geniculada, torcida, café, exerta, lodículas 2, estambres 3, estilos 2; espiguillas pediceladas estériles o estaminadas, similares a las espiguillas sésiles, o más pequeñas o reducidas, sin aristas, pedicelos libres. Fruto una cariopsis; hilo punteado.

## Taxonomía
El género fue descrito por Carl Ernst Otto Kuntze y publicado en Revisio Generum Plantarum 2: 762. 1891. La especie tipo es: Bothriochloa anamitica Kuntze. 
Etimología
El nombre del género deriva del griego bothrion (pozo) y chloe (hierba), aludiendo a sus glumas bajas.
Citología
El número cromosómico básico del género es x = 10, con números cromosómicos somáticos de 2n = 30, 40, 50 y 120, ya que hay especies diploides y una serie poliploide. Cromosomas relativamente «pequeños».

## Importancia económica
Las siguientes especies son consideradas maleza: B. ischaemum, B. pertusa, B. saccharoides. Cultivated fodder: B. insculpta. Important native pasture species: B. bladhii, B. ewartiana, B. insculpta, B. ischaemum, B. pertusa, B. radicans, etc. 

## Especies
- Bothriochloa alta
- Bothriochloa ambigua
- Bothriochloa barbinodis
- Bothriochloa bladhii
- Bothriochloa bunyensis
- Bothriochloa campii
- Bothriochloa edwardsiana
- Bothriochloa exaristata
- Bothriochloa hybrida
- Bothriochloa insculpta
- Bothriochloa ischaemum
- Bothriochloa kuntzeana
- Bothriochloa laguroides
- Bothriochloa longipaniculata
- Bothriochloa pertusa
- Bothriochloa radicans
- Bothriochloa springfieldii
- Bothriochloa wrightii[3][4]